# DNA²
DNA² (D・N・A² ~何処かで失くしたあいつのアイツ~, dokokade nakushita aitsuno aitsu) est un manga de Masakazu Katsura. Publié en français aux éditions Tonkam, il comporte cinq volumes au total, et a été adapté en dessin animé de douze épisodes puis en OAV de trois épisodes.

## Résumé de l'histoire
Dans le futur, la surpopulation est un grave problème, avoir plus de deux enfants est même un crime passible de la peine de mort. De plus une famille possède le gène du « Mega Playboy », garçon auquel aucune fille ne résiste. Le premier Mega Playboy, Junta Momonari, a eu cent enfants qui ont chacun eu cent enfants, et tous ont ce gène.
C'est pourquoi Karine, manipulatrice d'ADN, est envoyée dans le passé pour changer celui de Junta avant que son pouvoir ne se réveille.
Mais à l'époque où Karine revient, Junta, adolescent, a un gros problème: il vomit dès qu'il voit une fille un peu ou totalement dénudée...

## Personnages
- Junta Momonari : lycéen qui a une allergie aux filles et vomit régulièrement à cause de cela. Il est le premier Mega Playboy et la cible de Karine.

- Karine Aoi (Aoi Karin) : opératrice d'ADN qui vient du futur. Son rêve est d'avoir un gentil mari, un adorable chien et un agréable foyer. Sa mission est de modifier l'ADN de Junta avant qu'il ne devienne Mega Playboy.

- Ami Kurimoto : amie d'enfance de Junta, elle est la seule fille avec qui Junta n'a pas d'allergie à cause de son côté garçon manqué. Elle est également insensible au pouvoir du Mega Playboy.

- Tomoko Saeki : petite amie de Ryuji, et la première à être victime du charme du Mega Playboy.

- Ryuji Sugashita : petit ami, riche, de Tomoko, et adversaire du Mega Playboy.

- Kotomi Takanashi : amie d'Ami qui a une allergie comparable à celle de Junta. Dès qu'elle est nerveuse, elle lâche des gaz. Junta et elle s'allieront pour essayer de résoudre leurs problèmes respectifs.

- Oharu : intelligence artificielle de la machine à voyager dans le temps de Karine.

- Rurara Kawasaki : venue du futur, c'est la centième enfant de Junta.

## Manga

### Liste des volumes
| no | Japonais        | Japonais | Français                                                        | Français                                                           |
| no | Date de sortie  | ISBN     | Date de sortie                                                  | ISBN                                                               |
| -- | --------------- | -------- | --------------------------------------------------------------- | ------------------------------------------------------------------ |
| 1  | 2 décembre 1993 |          | 18 janvier 1997 (première édition) 1er janvier 2003 (réédition) | 978-2-910645-68-7 (première édition) 978-2-84580-310-7 (réédition) |
| 2  | 4 avril 1994    |          | 18 avril 1997 (première édition) 1er mars 2003 (réédition)      | 978-2-910645-76-2 (première édition) 978-2-84580-311-4 (réédition) |
| 3  | 4 juillet 1994  |          | 15 mai 1997 (première édition) 30 mai 2003 (réédition)          | 978-2-910645-77-9 (première édition) 978-2-84580-312-1 (réédition) |
| 4  | 4 octobre 1994  |          | 18 juin 1997 (première édition) 30 mai 2003 (réédition)         | 978-2-910645-84-7 (première édition) 978-2-84580-313-8 (réédition) |
| 5  | 3 février 1995  |          | 9 juillet 1997 (première édition) 27 juin 2003 (réédition)      | 978-2-910645-85-4 (première édition) 978-2-84580-314-5 (réédition) |

## Anime

### Fiche technique
- Année : 1994 (série), 1995 (OAV)
- Réalisation : Jun'ichi Sakata
- Character design : Kumiko Takahashi
- Créateur original : Masakazu Katsura
- Musique : Fujio Takano
- Animation : Madhouse, Studio Deen
- Licencié en France par : Kazé
- Nombre d'épisodes : 12 + 3

### Doublage
|          | Japonais            | Français            |
| -------- | ------------------- | ------------------- |
| Junta    | Keiichi Nanba       | Yannick Debain      |
| Karine   | Miina Tominaga      | Agnès Manoury       |
| Ami      | Hiroko Kasahara     | Adeline Moreau      |
| Tomoko   | Megumi Hayashibara  | Nathalie Bleynie    |
| Ryuji    | Takehito Koyasu     | Pascal Nowak        |
| Kotomi   | Hekiru Shiina       | Catherine Desplaces |
| Yokomori | Ryunosuke Ohbayashi |                     |
| Oharu    | Eiko Yamada         |                     |
| Mori     | Jun Hazumi          | Eric Missoffe       |
| Someya   | Mitsuo Iwata        |                     |
| Kawasaki | Sakiko Tamagawa     |                     |

### Liste des épisodes
- 01. La fille du futur.
- 02. L'apparition du Méga-Playboy.
- 03. La nuit du Festival.
- 04. Pour qui est le collier? Tomoko.
- 05. Je ne peux parler à personne. Kotomi.
- 06. Qu'est-ce que Junta a fait à Kotomi?
- 07. Je suis toute à toi!
- 08. Tu es toujours à mes côtés.
- 09. Ma balle a touché Ryuji!
- 10. Le pouvoir dangereux du non moins dangereux Ryuji.
- 11. Ne deviens pas le Mega-Playboy.
- 12. Bye bye Mega-Playboy.

Épisodes OAV :
- OAV 01. Une autre machine temporelle.
- OAV 02. Quelque chose oublié 100 ans plus tard.
- OAV 03. Je ne t'oublierai jamais.